# Бат (Мічиган)
Бат (англ. Bath) — переписна місцевість (CDP) в США, в окрузі Клінтон штату Мічиган. Населення — 2841 особа (2020).

## Географія
Бат розташований за координатами 42°49′8″ пн. ш. 84°27′16″ зх. д. / 42.81889° пн. ш. 84.45444° зх. д. (42.818964, -84.454437).  За даними Бюро перепису населення США в 2010 році переписна місцевість мала площу 15,38 км², з яких 14,86 км² — суходіл та 0,52 км² — водойми.

## Демографія
Згідно з переписом 2010 року, у переписній місцевості мешкали 2083 особи в 770 домогосподарствах у складі 586 родин. Густота населення становила 135 осіб/км².  Було 808 помешкань (53/км²).
Расовий склад населення:
| - 94,6 % — білих - 1,4 % — чорних або афроамериканців - 0,9 % — корінних американців - 0,8 % — азіатів - 0,1 % — вихідців з тихоокеанських островів |

До двох чи більше рас належало 1,5 %. Частка іспаномовних становила 4,1 % від усіх жителів.
За віковим діапазоном населення розподілялося таким чином: 27,3 % — особи молодші 18 років, 62,2 % — особи у віці 18—64 років, 10,5 % — особи у віці 65 років та старші. Медіана віку мешканця становила 37,6 року. На 100 осіб жіночої статі у переписній місцевості припадало 92,2 чоловіків;  на 100 жінок у віці від 18 років та старших — 93,2 чоловіків також старших 18 років.
Середній дохід на одне домашнє господарство  становив 78 019 доларів США (медіана — 67 903), а середній дохід на одну сім'ю — 83 696 доларів (медіана — 69 280). Медіана доходів становила 60 230 доларів для чоловіків та 52 125 доларів для жінок. За межею бідності перебувало 4,7 % осіб, у тому числі 11,3 % дітей у віці до 18 років та 7,2 % осіб у віці 65 років та старших.
Цивільне працевлаштоване населення становило 936 осіб. Основні галузі зайнятості: освіта, охорона здоров'я та соціальна допомога — 26,1 %, будівництво — 10,9 %, фінанси, страхування та нерухомість — 9,8 %, виробництво — 9,2 %.